# Equisetidae
De Equisetidae zijn een monotypische onderklasse van varens (Polypodiopsida) met slechts een orde: de Equisetales met als enige familie de Equisetaceae (paardenstaartenfamilie). 
Deze onderklasse wordt onderscheiden in het PPG I-systeem, zoals dat in 2016 door de Pteridophyte Phylogeny Group (PPG) is gepubliceerd.